# La Vocation théâtrale

La Vocation théâtrale (titre original : Behind the Scenes) est un film muet américain réalisé par D. W. Griffith, sorti en 1908.

## Synopsis
Malgré sa fille mourante, une comédienne doit faire sa représentation.

## Fiche technique
- Titre : La Vocation théâtrale
- Titre original : Behind the Scenes
- Réalisation et scénario : D. W. Griffith
- Société de production et de distribution : American Mutoscope and Biograph Company[1]
- Photographie : Arthur Marvin
- Pays :  États-Unis
- Format[2] : Noir et blanc - Muet - 1,33:1 - 35 mm[3],[4]
- Longueur de pellicule : 530 pieds (162 mètres[3])
- Durée : 9 minutes (à 16 images par seconde)[2]
- Date de sortie : 11 septembre 1908

## Distribution
Les noms des personnages proviennent de l'Internet Movie Database.
- Florence Lawrence : Mme Bailey
- George Nichols : le docteur
- Kate Bruce
- Gladys Egan : la fille de Mme Bailey
- George Gebhardt : le spectateur[4],[5]
- Robert Harron : le messager[4],[5]
- Charles Inslee : le manager[4],[5]
- Mack Sennett : l'homme des coulisses[4],[5]

## Autour du film
Les scènes du film ont été tournées les 10 et 13 août 1908 dans le studio de la Biograph à New York.